# Abendmahlskanne (Dorfkirche Biendorf)

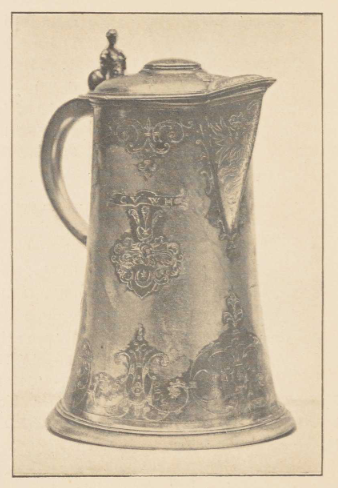
Abendmahlskanne in der Dorfkirche in Biendorf (Foto vor 1900)

Die Abendmahlskanne in Biendorf, einer Gemeinde im Landkreis Rostock in Mecklenburg-Vorpommern, wurde im Renaissancestil geschaffen. Sie entstand für die Dorfkirche Biendorf.
Die inwendig und auch außen vergoldete silberne Weinkanne mit Deckel und Griff ist im Geschmack der Renaissance graviert. Neben der Tülle sind zwei Wappen mit den Initialen C V W H und H W G C zu sehen. An der Tülle ist ein doppelköpfiger Adler mit eingraviertem M auf der Brust angebracht. Auf dem Deckel ist oben Emailschmuck mit Renaissance-Ornamenten vorhanden.